# Паул Гома
Паул Гома (рум. Paul Goma; 2 жовтня 1935, Мана, Оргіївський район, Румунія — 25 березня 2020, Париж, Франція) — румунський письменник.

## Біографія
Пауль Гома народився у селі Мана, біля Оргєєва у 1935 році. Після приєднання Бессарабії до СРСР він був депортований. Гома з матір'ю переїхали до Трансільванії у 1944 році.
У 1952 році за антикомуністичні погляди був позбавлено права навчатися у школі. У 1955 році, внаслідок розбіжностей із професорами та викладачами Інституту літератури та літературної критики М. Новіковим, Михаєм Гафіцем та іншими, обговорювався на засіданні ректорату Інституту. У 1956 протестував проти введення радянських військ в Угорщину. На знак протесту здав квиток члена Союзу робочої молоді.
У 1956 році був заарештований і засуджений спочатку на два роки, які провів у в'язницях Жилави та Герли. Згодом був примусово відправлений на поселення до села Летешть (нині Бордушань), повіту Яломиця, де перебував до 1964 року. Однак, в 1965 його не прийняли на 3-й курс Інституту літератури. Паулу Гоме довелося складати іспити на філологічний факультет Бухарестського університету.
У 1968 році вступив до РКП. У 1971 році у ФРН опублікував роман «Остинато», за що був запропонований до виключення з партії. У березні 1977 року опублікував першу замітку в «Роминія Літераре» (про наслідки землетрусу). В 1977 йому вдалося відправити на радіостанцію «Вільна Європа» лист протесту з приводу порушення прав людини в Румунії, за що він був затриманий і побитий Секурітаті . Завдяки опіці «Міжнародної Амністії» Гомі вдалося уникнути арешту та ув'язнення28[джерело?].
20 листопада 1977 року разом із сім'єю він був позбавлений румунського громадянства та висланий до Франції. Приїхавши до Парижа, родина Гоми попросила політичного притулку. Гома продовжив боротьбу проти комуністичного режиму у Румунії. З 1977 року він мав статус апатрида.
25 квітня 2013 Гома отримав молдавське громадянство, а 28 червня — молдавський паспорт і оголосив про плани переїзду в Кишинів.
У тому ж 2013 році Спілка письменників Молдови висувала Гому на Нобелівську премію з літератури.
Гома відомий також звинуваченнями євреїв у насадженні комунізму та запереченням Голокосту. У своєму есе «Червоний тиждень 28 червня — 3 липня, або Бессарабія та євреї» Гома відкрито заперечує і виправдовує факт Голокосту, визначаючи дії союзного нацистської Німеччини режиму Іона Антонеску як «справедливу відплату, помста».